# Karl-Maria Artel
Karl-Maria Artel, zu Beginn auch unter Karl Artl geführt, (* 14. Oktober 1898 in Jägerndorf, Österreich-Ungarn; † 12. Februar 1969 in München) war ein deutscher Bühnenschauspieler und -regisseur mit einigen wenigen Schauspielausflügen zu Film und Fernsehen.

## Leben und Wirken
Der im österreichischen Teil Schlesiens geborene Sohn eines Buchdruckereibesitzers erhielt im ausgehenden Ersten Weltkrieg in Prag seine künstlerische Ausbildung und begann mit 20 Jahren seine Bühnenlaufbahn, die ihn zunächst, die ersten zwei Jahrzehnte, an kleine Spielstätten seiner nun tschechoslowakisch gewordenen Heimat führten. Artel trat an Bühnen in Gablonz, Troppau, Leitmeritz, Reichenberg, Brüx, Eger (wo er in der Spielzeit 1931/32 auch Regie führen durfte), Karlsbad und zuletzt Aussig (wo er Ende der 1930er Jahre erneut als Regisseur nachzuweisen ist) auf. Im Kurstädtchen Marienbad sah man ihn gelegentlich an der dortigen Sommerbühne. Einen Abstecher nach Berlin brachte Artel derweil 1940 seine erste kleine Filmrolle in einer NS-Propagandaproduktion ein. Während des Zweiten Weltkriegs wirkte der Künstler überwiegend am Deutschen Theater der deutschbesetzten Lothringer Kapitale Metz. Hier konnte er auch erneut Regie führen. 1945 geriet er kurzzeitig in alliierte Gefangenschaft.
Die Nachkriegszeit begann für Karl-Maria Artel am Staatstheater Dresden, wo er nur kurz blieb. Anschließend ging er in den Westen und spielte an einer winzigen Privatbühne, den Westdeutschen Kammerspielen im westfälischen Arnsberg (1947/48). 1948 schloss er sich für viele Jahre der Württembergischen Landesbühne in Esslingen am Neckar an. Hier brachte es Artel zu einigen tragenden Rollen im klassischen Charakterfach. Vor allem sein Fuhrmann Henschel im gleichnamigen Hauptmann-Drama brachte ihm einige Anerkennung ein. Er spielte aber auch so unterschiedliche Rollen wie den Hofrat Geiger und den Hoederer in Jean-Paul Sartres Die schmutzigen Hände. Weitere wichtige Theaterrollen Artels waren der Wallenstein, der König Philipp und der Thoas. Sporadisch trat Artel in den Nachkriegsjahren auch vor Film- und Fernsehkameras, ohne dort jedoch allzu tiefe Spuren zu hinterlassen. Seinen Lebensabend verbrachte der Künstler in München.

## Filmografie
- 1940: Achtung! Feind hört mit!
- 1954: Heimweh nach Deutschland
- 1955: Feuerwerk (Fernsehfilm)
- 1967: Der Glockenstreik (Fernsehfilm)
- 1968: Der Fall Lena Christ (UA: 1970)
- 1969: Königlich Bayerisches Amtsgericht (TV-Serie; die Folge Der Atheist)